# Белвидир (Јужна Дакота)
Белвидир (енгл. Belvidere) град је у америчкој савезној држави Јужна Дакота.

## Демографија
По попису из 2010. године број становника је 49, што је 8 (-14,0%) становника мање него 2000. године.
| Група             | 2000.      | 2010.      |
| Белци             | 47 (82,5%) | 42 (85,7%) |
| Афроамериканци    | 0 (0,0%)   | 0 (0,0%)   |
| Азијати           | 0 (0,0%)   | 0 (0,0%)   |
| Хиспаноамериканци | 0 (0,0%)   | 1 (2,0%)   |
| Укупно            | 57         | 49         |